# St. Cosmae und Damiani (Hambergen)

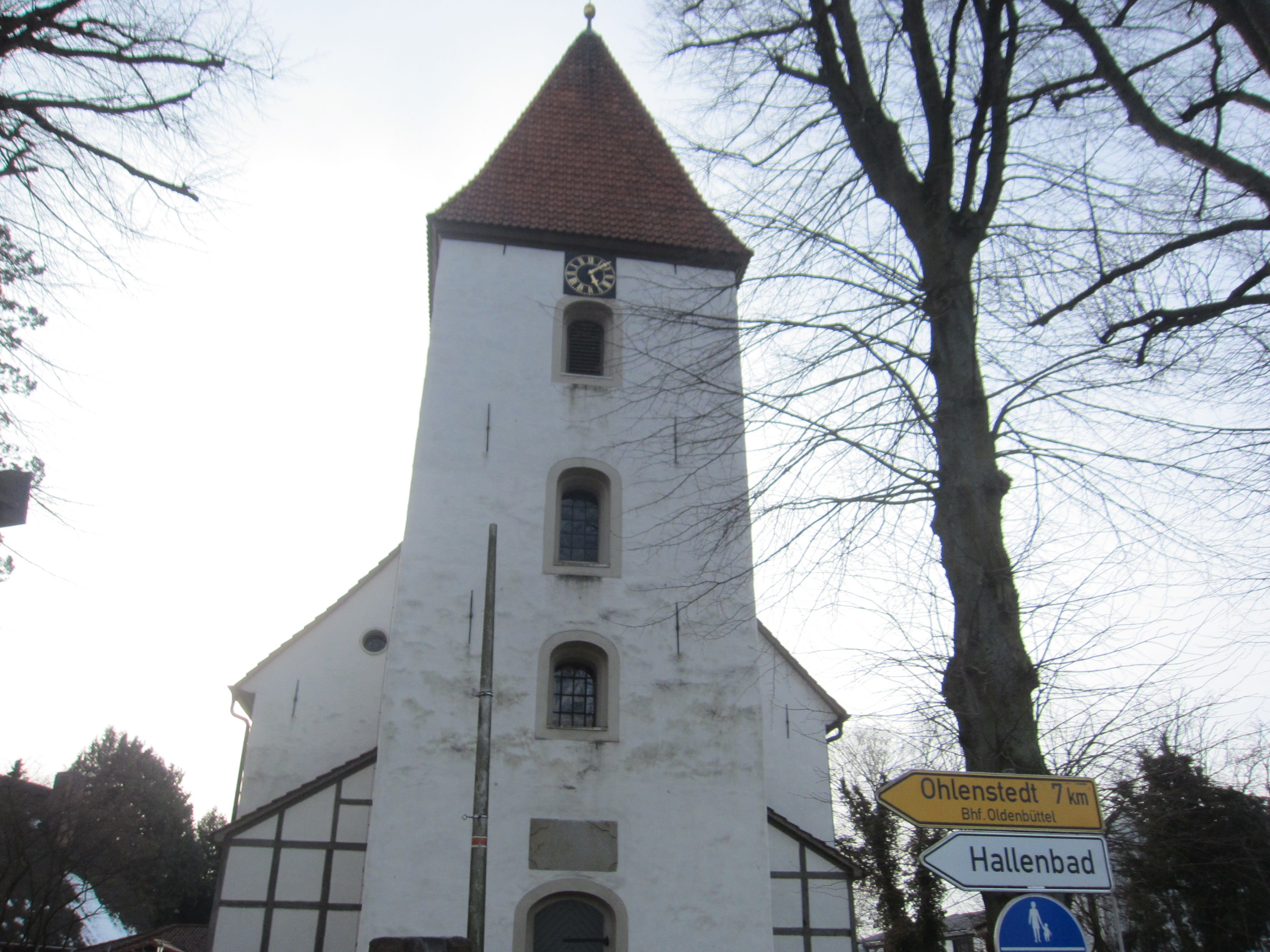
St. Cosmae und Damiani

Die evangelisch-lutherische denkmalgeschützte Kirche St. Cosmae und Damiani steht in Hambergen, einer Gemeinde im Landkreis Osterholz von Niedersachsen. Die Kirchengemeinde bildet zusammen mit der Kirchengemeinde Wallhöfen die Region Hambergen-Wallhöfen im Kirchenkreis Osterholz-Scharmbeck im Sprengel Stade der Evangelisch-lutherischen Landeskirche Hannovers.

## Geschichte
Um 850 gehörte das Dorf Hambergen zur Kirchengemeinde Scharmbeck. Die Erlaubnis zum Gottesdienst in Hambergen belegt ein Vertrag vom 13. Dezember 1335, bestätigt durch Burchard Grelle, Erzbischof des Erzbistums Bremen. Daraufhin entstand eine kleine Kapelle in Hambergen als Filialkirche der Scharmbecker Hauptkirche. Seit 1546 ist Hambergen eine eigenständige Kirchengemeinde mit einem eigenen Pfarrer. Die Kapelle erhielt 1436 einen Turm. Im Jahre 1581 kam ein Anbau hinzu. Die Kapelle wurde im Jahre 1707 noch einmal erweitert, bis sie 1752, weil sie zu klein war, abgerissen wurde. Die neue, größere Kirche wurde am 10. Juni 1753 eingeweiht.

## Beschreibung
Die barocke Saalkirche aus verputzten Bruchsteinen besteht aus einem rechteckigen Kirchenschiff, das mit einem im Westen abgewalmten Satteldach bedeckt ist, und dem Kirchturm im Osten, der ein Pyramidendach trägt. Das oberste Geschoss des Turms beherbergt die Turmuhr und den Glockenstuhl, in dem zwei Kirchenglocken hängen. Eine Glocke hat Ghert Klinghe im Jahr 1436 gegossen. 1951 wurde eine Eisenhartgussglocke von J. F. Weule als Ersatz für die im Zweiten Weltkrieg abgelieferte angeschafft. Sie wurde 1978 durch eine Glocke der Heidelberger Glockengießerei, der heutigen Glockengießerei Bachert, ersetzt. Die erste Orgel wurde 1850 angeschafft, sie wurde 1979 erneuert. Seit 1936 hat die Kirche ein silbernes Taufbecken.